# 高松市立国分寺中学校
高松市立国分寺中学校（たかまつしりつ こくぶんじちゅうがっこう）は、香川県高松市国分寺町新居にある市立中学校。

## 概要
高松市西部の郊外地域に位置する中学校である。生徒数は高松市の市立中学校全25校のうち最も多く、2011年度現在で824人が在籍する市内一のマンモス校である。

## 学校データ
- 生徒数：824人（2011年度[1]）

学校施設（2010年5月1日時点）
- 普通教室：26教室
- 特別教室：23教室(技術教室、コンピュータ室、ふれあいルーム、調理室、保健室、校長室、事務室、談話室、工芸教室、図書室、第一音楽室、第二音楽室、生徒会室、修礼室、被服室、第一理科室、第二理科室、第三理科室、絵画教室、第一職員室、第二職員室、第三職員室、視聴覚室)
- 校舎面積：7258m2
- 体育館面積：1920m2
- プール︰あり

服装規定
- 制服：あり（通年必用）
- 体操服:場合によりあり
- 防寒着：ウインドブレーカー程度[2]

## 歴史

### 年表
- 1947年　端岡中学校と山内中学校が創立
- 1955年　端岡中学校が国分寺北部中学校と改称。山内中学校が国分寺南部中学校と改称。
- 1961年　両校が統合し、国分寺中学校となる
- 2006年（平成18年）1月10日 - 高松市立国分寺中学校と改称。

### 全校生徒数の推移
国分寺中学校の生徒数は年々増加している。当中学校の生徒数は2008年度までは桜町中学校次いで2位であったが、校区内の人口増加に伴い当中学校の生徒数も増加を続けた結果、2009年度には生徒数が桜町中学校を抜き高松市の市立中学校全25校中1位となった。
- 2006年度：703人
- 2007年度：723人（+20人）
- 2008年度：734人（+11人）
- 2009年度：771人（+37人）
- 2010年度：812人（+41人）
- 2011年度：824人（+12人）

## 教育目標
生徒の生涯を見すえた国中の教育

## 通学区域
通学区域は高松市端岡地区及び山内地区の全域。
- 高松市
  - 国分寺町国分
  - 国分寺町新居
  - 国分寺町柏原
  - 国分寺町新名
  - 国分寺町福家甲
  - 国分寺町福家乙

なお、自転車通学が認められるのは学校より2.5km以上離れた住宅からのみである。（微妙な場合は教員が実測）

## 進学前小学校
- 高松市立国分寺北部小学校
- 高松市立国分寺南部小学校

## 校区内の主な施設
- 国道11号高松南バイパス
- 国道32号綾南・綾歌・満濃バイパス
- 英明高等学校国分寺学舎
- 橘ノ丘総合運動公園
- 四国八十八箇所霊場第八十番札所国分寺

## 交通
- バス運動公園-端岡駅-南部小学校-岡本駅線 国分寺老人福祉センター前もしくはマルナカ前バス停より徒歩1分
- JR予讃線端岡駅より徒歩12分（約1.0km）

## 著名な出身者
- 岡正晶 - 最高裁判所裁判官[5]